# Marche
Marche er en af Italiens 20 regioner. Den ligger i den centrale del af landet og grænser op til regionerne Emilia-Romagna mod nord, Toscana og republikken San Marino mod nordvest, Umbria mod vest, Abruzzo mod syd og Lazio mod sydvest og Adriaterhavet mod øst.
Regionens hovedstad er Ancona.

## Provinser
Regionen er opdelt i fem provinser: Ancona, Ascoli Piceno, Fermo, Macerata og Pesaro e Urbino.
| Provins           | forkortelse | Areal (km2) | Indbyggertal | Befolkningstæthed (indbyggere/km2) |
| ----------------- | ----------- | ----------- | ------------ | ---------------------------------- |
| Ancona            | AN          | 1,940       | 474,630      | 244.6                              |
| Ascoli Piceno     | AP          | 1,228       | 212,846      | 186.2                              |
| Fermo             | FM          | 859         | 177,578      | 206,6                              |
| Macerata          | MC          | 2,774       | 321,973      | 116.1                              |
| Pesaro and Urbino | PU          | 2,564       | 364,896      | 141.9                              |

43°19′N 13°00′Ø / 43.32°N 13°Ø